# Badminton 1950
Höhepunkte des Badmintonjahres 1950 waren die All England, die Denmark Open, die Irish Open, die Scottish Open und die French Open. In Island wurden erstmals nationale Titelkämpfe ausgetragen.
==Internationale Veranstaltungen ==
| Veranstaltung | Herreneinzel   | Dameneinzel      | Herrendoppel                   | Damendoppel                 | Mixed                         |
| ------------- | -------------- | ---------------- | ------------------------------ | --------------------------- | ----------------------------- |
| All England   | Wong Peng Soon | Tonny Ahm        | Jørn Skaarup Preben Dabelsteen | Tonny Ahm Kirsten Thorndahl | Poul Holm Tonny Ahm           |
| Denmark Open  | Nils Jonson    | Tonny Ahm        | Arve Lossmann John Nygaard     | Tonny Ahm Kirsten Thorndahl | Børge Frederiksen Tonny Ahm   |
| French Open   | David Choong   | Audrey Blathwayt | David Choong John Newland      | Audrey Blathwayt M. Crombie | David Choong Audrey Stone     |
| Malaysia Open | Wong Peng Soon | Cecilia Samuel   | Ong Poh Lim Ismail Marjan      | Cecilia Samuel Hoi Sai Ying | Goh Chong Hong Valentine Chan |